# ایو تانگی
ریموند ژرژ ایو تانگی مشهور به ایو تانگی (فرانسوی: Yves Tanguy‎; زاده ۵ ژانویهٔ ۱۹۰۰ – درگذشته ۱۵ ژانویهٔ ۱۹۵۵) نقاش سوررئالیست اهل فرانسه بود. از آثارش ساعت ۴ تابستان، امید را می‌توان نام برد.